# 17197 Matjazbone
17197 Matjazbone è un asteroide della fascia principale. Scoperto nel 2000, presenta un'orbita caratterizzata da un semiasse maggiore pari a 2,3984527 UA e da un'eccentricità di 0,0893834, inclinata di 4,19383° rispetto all'eclittica.